# Lionel Copley
Lionel Copley (* 1648 in Wadsworth bei Doncaster, Yorkshire, England; † 9. September 1693 in St. Mary’s City, Maryland) war ein englischer Offizier und Kolonialgouverneur der Province of Maryland.

## Lebenslauf
Lionel Copley entstammte der Gentry von Yorkshire. Er war der ältere Sohn von Lionel Copley († 1675), Reidemeister, Gutsherr von Rotherham und Wadworth, aus dessen Ehe mit Frisalina Ward (um 1611–1696). Ab 1665 wurde er am Brasenose College der Universität Oxford ausgebildet. 1676 heiratete er Ann Boteler, Erbtochter des Sir Philip Boteler, Gutsherr von Walton Woodhall in Hertfordshire, mit der er in der Folgezeit drei Kinder hatte. Im selben Jahr erwarb er eine Offiziersstelle bei der British Army als Captain des Coldstream Regiment of Foot Guards. Beim Ausbruch der Glorious Revolution im Jahr 1688 sicherte Copley die Stadtfestung von und Region um Hull für die neuen Monarchen Wilhelm III. und Maria II. Seine Belohnung war die Beförderung in den Rang eines Colonel und die Ernennung zum Vizegouverneur von Hull. In letzterem Amt diente er unter Thomas Osborne, 1. Earl of Danby, dem neuen Gouverneur, der auch zum Marquess of Carmarthen und zum Lord President of the Privy Council erhoben wurde. Nachdem die neuen Monarchen beschlossen hatten, die Kolonie Maryland unter königliche Kontrolle zu bringen, nominierte Osborne Copley für die Ernennung zum neuen Gouverneur der Kolonie. Copley erhielt auch Unterstützung des Kriegsministers William Blathwayt, der zuvor geholfen hatte, Copley vor einer Anklage wegen Überschuldung zu schützen. Obwohl Copley im Mai 1690 zum designierten Gouverneur von Maryland ernannt wurde (die Ernennungsurkunde wurde erst im Juni 1691 offiziell ausgefertigt), verzögerte sich seine Abreise nach Amerika aufgrund finanzieller Schwierigkeiten um fast zwei Jahre. Während dieser Zeit handelte er aus, dass ihm selbst zahlreiche Einkunftsrechte aus Nebenämtern der Bürokratie von Maryland zugesprochen wurden, insbesondere zu Lasten des Sekretärs der Kolonie, Sir Thomas Lawrence, und des der ehemaligen Eigentümers (Lord Proprietor) der Kolonie, Charles Calvert, 3. Baron Baltimore. Copley half auch bei Zusammenstellung der Mitglieder des neuen königlichen Rates von Maryland. Er segelte schließlich im Februar 1692 mit seiner Frau und seinen drei Kindern in England ab und erreichte im April 1692 Maryland, wo er sein Gouverneursamt antrat.
Er führte dort die königliche Anweisung aus, die dortigen politischen Entwicklungen seit dem Sturz der Eigenregierung im Jahr 1689 zu untersuchen. Er reformierte rasch die Verwaltung der Kolonie und gewährte den Einwohnern der eine größere Mitbestimmung in der Legislative, die lange Zeit von den Barons Baltimore vereitelt worden war. Im Mai 1692 wurde ein Gesetz zur Etablierung der Church of England in Maryland mit einer obligatorischen Wahlsteuer für ihre Unterstützung beschlossen. Dieses Gesetz beendete die Politik der Barons Baltimore der religiösen Toleranz und ihr Beharren darauf, dass keine Kirche besondere Privilegien erhalten solle. Angesichts des hohen Anteils an Katholiken in der Kolonie führten die Religionsgesetze zu weiteren Spannungen. Während dieser ersten Monate in Maryland handelte Copley eine Reihe von Kompromissen aus, die ihm, teils entgegen ausdrücklicher Weisungen des Königs, Zugang zu zusätzlichen Einnahmen und Vorteilen verschafften und gleichzeitig einige lokale Persönlichkeiten, die daran mitwirkten, sehr bereicherten und stärkten. Er protegierte auch illegale Handelspraktiken einflussreicher lokaler Kaufleute, mit denen die Navigation Acts und Zölle umgangen wurden. Er sicherte sich dabei eine ausreichende lokale Unterstützung, so dass er sich, als der Sekretär Sir Thomas Lawrence und Edward Randolph, der neue Zolleintreiber, einige Monate später Maryland erreichten, gegen deren Opposition durchsetzen konnte. Lawrence und Randolph schickten lange Berichte nach England, hatten aber gegen Copleys Mehrheiten in Rat und Versammlung der Kolonie keine Handhabe. Als der Machtkampf eskalierte, suspendierte seine Gegner aus dem Rat und ließ Lawrence verhaften, während Randolph untertauchte. Erst nachdem Copley im September 1693 an einer Krankheit gestorben war, gelang es seinen politischen Gegnern, Lawrences Freilassung aus dem Gefängnis zu erreichen und diesen als kommissarischen neuen Gouverneur durchzusetzen. Spätere Gerichtsverfahren in England hatten zum Ergebnis, dass Copley weitgehend diskreditiert und die Positionen von Lawrence und Randolph bestätigt wurden.
Copleys Gattin Ann Boteler war ein halbes Jahr vor ihm gestorben. Seine drei Kinder Lionel, John und Ann, kehrten nach England zurück und hatten keinen weiteren Kontakt mit der Kolonie. Sein ältester Sohn, Sir Lionel Copley (1677–1720), erbte seine Ländereien in Yorkshire und wurde 1709 auch Erbe seines kinderlosen Verwandten Sir Godfrey Copley, 2. Baronet, als Gutsherr von Sprotsborough. Seine Tochter Ann Copley heiratete 1696 Isaac Milner aus London.